# Косово (городской округ Клин)
Косо́во — деревня в Клинском районе Московской области, в составе Городского поселения Высоковск. Население — 11 чел. (2010). До 2006 года Косово входило в состав Шипулинского сельского округа.
Деревня расположена в центральной части района, в 0,5 км от северо-восточной окраины города Высоковска, на левом берегу реки Вяз (правый приток реки Ямуги, высота центра над уровнем моря 178 м. Ближайшие населённые пункты — Полушкино на севере, Тимонино на противоположном берегу реки и Дмитроково на юго-востоке.
Через деревню проходит региональная автодорога 46К-0280 (автотрасса М10 «Россия» — Высоковск).

## Население
| 2002 | 2006 | 2010 |
| ---- | ---- | ---- |
| 4    | ↘2   | ↗11  |